# À l'intérieur de la vue
À l'intérieur de la vue est un tableau du peintre allemand Max Ernst réalisé en 1929. Cette huile sur toile surréaliste représente ce qui s'apparente à un œuf en coupe sur fond vert, avec à l'intérieur des formes organiques évoquant des oiseaux et d'autres œufs qui s'enchevêtrent. L'œuvre fait partie depuis 1982 des collections du musée national d'Art moderne, à Paris, en France. Elle se trouve en dépôt au musée d'Art moderne et contemporain de Strasbourg, à Strasbourg, depuis 1983.